# Indie na Letnich Igrzyskach Paraolimpijskich 2008
Indie na Letnich Igrzyskach Paraolimpijskich reprezentowało 5 zawodników.

## Kadra

### Lekkoatletyka
- Markanda Reddy
- Jagseer Singh

### Podnoszenie ciężarów
- Farman Basha
- Rajinder Singh

### Strzelectwo
- Naresh Sharma